# Dziewczyny kontra chłopcy
Dziewczyny kontra chłopcy – drugi album zespołu Partia wydany w 1998 roku nakładem wydawnictwa Ars Mundi. Autorem wszystkich tekstów jest Lesław.

## Lista utworów
1. „Dziewczyny kontra chłopcy”
2. „Wyglądasz jak chłopak”
3. „Kieszonkowiec Darek”
4. „Prawdziwy partner”
5. „Kim jesteś?”
6. „Chciałbym umrzeć jak James Dean”
7. „Adam West”
8. „Vampire Beach”
9. „Speedway”
10. „Kobiety”
11. „Wieczorem”

## Twórcy
- Lesław – śpiew, gitara, muzyka i słowa
- Waldek – gitara basowa, kontrabas i głos
- Arkus – perkusja, saksofon i głos